# Príncipe Rahotep
El príncipe Rahotep fue un príncipe del antiguo Egipto durante la Cuarta Dinastía. Fue probablemente hijo del faraón Sneferu y su primera esposa, aunque Zahi Hawass sugiere que su padre fue Huni.
| D21 · D36 | R4 · X1 · Q3 |

## Biografía
Los títulos de Rahotep estaban inscritos en una magnífica estatua de él que, con la estatua de su esposa Nofret, fue excavada de su mastaba en Meidum en 1871 por Auguste Mariette. Estos los describen como Sumo Sacerdote de Ra en Heliópolis (con el título añadido, único en Heliópolis, la ciudad de Ra, de «el más grande de los videntes»), director de Expediciones y supervisor de las Obras. También tenía un título que se daba a los hijos del soberano, «el hijo del rey, engendrado de su cuerpo».
El hermano mayor de Rahotep fue Nefermaat I, y su hermano menor era Ranefer. Rahotep murió siendo joven, de manera que su medio hermano Khufu se convirtió en faraón después de la muerte de Sneferu.
La esposa de Rahotep era Nofret. No se sabe de quién era hija.
Nofret y Rahotep tuvieron tres hijos – Djedi, Itu y Neferkau – y tres hijas – Mereret, Nedjemib y Sethtet. Están representados en la tumba de Rahotep.
| nfr | f&r&t |

| B1 |

| nfr | f&r&t |

| B1 |

| nfr | f&r&t |

| B1 |

| nfr | f&r&t |

| B1 |

| nfr | f&r&t |

| B1 |

| nfr | f&r&t |

| B1 |

| nfr | f&r&t |

| B1 |

| nfr | f&r&t |

| B1 |

|                                       |
| Estela de Rahotep en el M.º Británico |

|                                                           |
| Estatua de Nofret y Rahotep en el M.º Egipcio de El Cairo |

|                                                           |
| Estatua de Nofret y Rahotep en el M.º Egipcio de El Cairo |

|                                                        |
| Estela de la mastaba de Rahotep, expuesta en el Louvre |